# Dura aroa
Dura aroa är en fjärilsart som beskrevs av Bethune-Baker 1904. Dura aroa ingår i släktet Dura och familjen tofsspinnare. Inga underarter finns listade i Catalogue of Life.